# Listeria monocytogenes
Listeria monocytogenes è un batterio del genere Listeria presente nel suolo, sull'acqua e nella vegetazione. Esso può contaminare diversi alimenti, tra cui latte, verdura, formaggi molli, carni poco cotte, ed è responsabile della listeriosi.

## Classificazione
Listeria monocytogenes è un batterio Gram positivo, asporigeno, aerobio-anaerobio facoltativo, alofilo, mobile a 28 °C per la presenza di flagelli peritrichi (da 1 a 5), catalasi positivo ma ossidasi negativo. Il microrganismo cresce in un range di temperatura molto largo (tra i + 3 °C e i 45 °C) con un optimum tra i 30 °C e i 38 °C. Presenta buona resistenza a varie condizioni di pH (tra 4,4 e 9,6) e temperatura, caratteristiche che lo rendono un potenziale contaminante di alimenti, anche se conservati in frigorifero.
Il genere Listeria appartiene all'ordine Bacillales, che include anche i generi Bacillus e Staphylococcus, del phylum Firmicutes.
La sua denominazione deriva dalla peculiare proprietà di causare monocitosi abnormi nel coniglio, ad oggi invece tale proprietà non è stata trovata nell'uomo (non più di quanto previsto da una normale infezione batterica e dalla risposta Th1-mediata). È un parassita intracellulare, che riesce a evadere efficacemente dal fagosoma.
Possiede una peculiare proteina con attività enzimatica polimerizzante l'actina (ActA): il batterio si crea una "coda" di actina che gli dà la propulsione necessaria a superare la membrana plasmatica della cellula ospite, passando così direttamente nella cellula adiacente.
I quadri patologici dai quali è più comunemente isolato sono batteriemia e meningite. Le donne in gravidanza sono, secondo i dati dei Cdc americani, 20 volte più suscettibili alla malattia, che può causare aborto spontaneo o parto prematuro, morte in utero o infezione del feto. I sintomi però, nel caso delle donne incinte, sono molto simili a quelli di una influenza leggera.
La romboencefalite da Listeria costituisce un'entità morbosa ben definita anche se di rara osservazione che si manifesta con interessamento dei nuclei e fibre dei nervi cranici. Le lesioni possono poi estendersi al cervelletto, al talamo e ai nuclei della base. Colpisce in genere soggetti immunocompetenti, mentre la più frequente meningoencefalite causata dal germe tende a manifestarsi in condizioni di immunodepressione.